# VOICE MAGICIAN
VOICE MAGICIAN（ヴォイス・マジシャン）は、2008年7月9日に発売されたHAN-KUN（湘南乃風）の1枚目のオリジナルアルバム。発売元はトイズファクトリー。

## 概要
- 湘南乃風のヴォイス・マジシャンことHAN-KUNの初のソロアルバム。
- 過去のコンピレーション・アルバムに収録された楽曲のリメイクやアルバムでの新曲などを収録。
- 初回盤は上製本型アマレイケースサイズ特殊パッケージ仕様。

## 収録曲
1. INTRO
2. HOTTER THAN HOT
（作詞・作曲・編曲:HAN-KUN）
本作のリードトラック曲。
3. REQUEST
（作詞・作曲・編曲:HAN-KUN）
4. REGGAE MAN
（作詞・作曲・編曲:HAN-KUN）
後にレコード化され、ライブ会場でのみ数量限定で販売された。
5. JOURNEY
（作詞・作曲・編曲:HAN-KUN）
後に「REGGAE MAN」同様、レコード化され、ライブ会場でのみ数量限定で販売された。
6. SAIKOH
（作詞・編曲:HAN-KUN / 作曲:INFINITY16 & HAN-KUN）
「無限十六 vol.2 -PARK AVENUE-」収録曲「SAIKOH!!!!!!!」のリメイク。
7. それでいいんだ
（作詞・作曲:HAN-KUN / 編曲:Blood-I & HAN-KUN）
ミズノ「MORELIA～進化する情熱～」テーマソング。
8. BABYLON
（作詞・作曲・編曲:HAN-KUN）
9. JAMAICA
（作詞:HAN-KUN / 作曲:INFINITY16 & HAN-KUN / 編曲:Blood-I）
INFINITY16のメジャー1stアルバム『Foundation Rock』収録曲の新録バージョン。
INFINITY16のものとは異なり、フェードアウトしない形になっている。
10. TRUST ME
（作詞・編曲:HAN-KUN / 作曲:eiji “Junior” Kawabata & HAN-KUN）
「-KAERU STUDIO PRESENTS- モーレツレゲエワークス」収録曲のリメイク。
11. 侍
（作詞・作曲・編曲:HAN-KUN）
12. 友達
（作詞・作曲・編曲:HAN-KUN）
13. FOR YOU
（作詞・作曲:HAN-KUN / 編曲:soundbreakers & HAN-KUN）
自身の祖父に向けて歌った楽曲。
14. T.R.Y.
（作詞・作曲・編曲:HAN-KUN）
「HOTTER THAN HOT」と同じく本作のリードトラック曲。
初期に完成していた楽曲。